# Johan
Albums de Catherine Lara
Geronimo
(1980) T'es pas drôle
(1982)
Singles
1. Johan
Sortie : 1981
2. Cabine dans la nuit
Sortie : 1981 (single promo[2])

Johan est le neuvième album solo de Catherine Lara sorti en 1981 et le premier à être publié sur le label Tréma. La chanson qui lui donne son titre a la faveur du public. Pour la première fois de sa carrière, Catherine pose avec son violon sur la pochette. 
Plusieurs titres de l'album évoquent son enfance (Johan bien sûr, parlant d'un ami d'enfance perdu de vue puis retrouvé dans un restaurant mais qui n'a pas réalisé ses rêves d'enfant, Sous l'escalier où elle évoque les contes qu'elle lisait enfant, Exactement rose où elle dit se replonger dans son enfance en mangeant des bonbons, mais aussi Dans mon violon, où elle évoque le fait d'en avoir commencé l'apprentissage à 5 ans, ce qui est relayé par la seconde photo de l'album en noir et blanc, où on la voit à 5 ans, tenant un archet dans sa main). D'autres titres de l'album invitent, au contraire à envisager le futur avec plus de sérénité (Sors de ta vie, De l'autre côté).
Cymbalum est un morceau instrumental enchaîné à Johan, également présent sur le 45 tours de Johan. 5 heures du soir au mois d'août s'enchaîne avec De l'autre côté. La chanson-titre existait d'abord comme un instrumental pour le générique du film Le Rebelle, dont Lara a composé la musique.
Quoique encore très acoustique comme les précédents albums, les synthétiseurs arrivent dans son univers. 
La pochette verso de l'album en édition vinyle présente les titres dans un ordre confus. L'ordre véritable a été rectifié sur l'édition CD parue quelques années plus tard.

## Liste des titres
| No  | Titre                           | Auteur                               | Durée |
| --- | ------------------------------- | ------------------------------------ | ----- |
| 1.  | Johan                           | Pierre Grosz / Catherine Lara        |       |
| 2.  | Cymbalum                        | Claude Engel                         |       |
| 3.  | Cabine dans la nuit             | Pierre Grosz / Catherine Lara        |       |
| 4.  | Sous l'escalier                 | Pierre Grosz / Catherine Lara        |       |
| 5.  | Sors de ta vie                  | Pierre Grosz / Catherine Lara        |       |
| 6.  | Il joue du saxo                 | Pierre Grosz / Catherine Lara        |       |
| 7.  | Bûcheron                        | Pierre Grosz / Catherine Lara        |       |
| 8.  | Dans mon violon                 | Pierre Grosz / Catherine Lara        |       |
| 9.  | Exactement rose                 | Natalie Krassilchik / Catherine Lara |       |
| 10. | 5 heures du soir au mois d'août | Pierre Grosz / Catherine Lara        |       |
| 11. | De l’autre côté                 | Pierre Grosz / Catherine Lara        |       |